# معاهدة حدا 1925
معاهدة حدا (وتعرف ايضا باسم اتفاقية جدة 1925) هي معاهدة حدودية وقعت بين إمارة شرق الأردن (لاحقا المملكة الأردنية الهاشمية) وسلطنة نجد (لاحقا المملكة العربية السعودية) في بلدة حدا بالقرب من مدينة جدة عام 1925م.

## المعاهدة
اتفق البلدين على تعيين قسم من الحدود السعودية وإمارة شرق الأردن بموجب هذه المعاهدة في 2 نوفمبر 1925م، وتبدأ هذه الحدود من جبل (عنازه) في اتجاه الجنوب الغربي، إلى شمال منطقه مشاش، أما بقية الحدود فبقية كما هي إلى أن وقعت معاهدة حسن الجوار عام 1933، ثم بعدها وقعت اتفاقية عمان 1965، وتعرف باتفاقية عمان. وكانت أول اتفاقية رسمية بين البلدين، وتضمنت بنودها وضع الأسس المتينة لتوطيد العلاقة بينهما، وساهمت كذلك إلى توثيق العلاقة الأخوية بين الشعبين الشقيقين وذلك من خلال السماح للقبائل البدوية في كلا الجانبين بحرية الحركة والتنقل على جانبي الحدود بحثاً عن الكلأ والماء، وعملت على تنشيط حركة القوافل التجارية بين البلدين. وقد نظمت المادة الأولى من الاتفاقية الحدود بين البلدين، فيما نصت المادة الرابعة على تعهد حكومة نجد بالسماح لقبائل شرقيّ الأردن بدخول وادي السرحان من أجل استغلال المراعي الشتوية المتوفرة فيه. كما نصت المادتان الخامسة والسادسة، على بذل الجهود للحيلولة دون قيام قبائل البلدين بشن الغزوات المتبادلة فيما بينها، وإنشاء محكمة خاصة تعمل على فضّ النزاعات بين القبائل. أما المادة السابعة من الاتفاقية، فقد اشترطت أن تحصل هذه القبائل على موافقة الحكومتين المسبقة قبل اجتياز حدود البلدين
نص الاتفاق  على ضم العقبة وعمان إلى شرق الأردن، بعد أن كان قد تنازل عنها الشريف حُسين للسعودية. كذلك نص الاتفاق على أن تحظى السعودية بمنطقة القريات، التي كانت أردنيةً أيضًا.